# Luca Chirico
Luca Chirico (né le 16 juillet 1992 à Varèse) est un coureur cycliste italien.

## Biographie
Luca Chirico naît le 16 juillet 1992 à Varèse en Italie.
Il entre en 2011 dans l'équipe Trevigiani Dynamon Bottoli, qui devient MG Kvis-Trevigiani en 2014. 
Il passe professionnel en 2015 au sein de l'équipe Bardiani CSF. Non conservé en 2017, il rejoint l'équipe Torku Şekerspor, avec qui, il remporte une étape du Tour de Serbie et termine deuxième du général. En 2018, il signe avec l'équipe Androni Giocattoli-Sidermec avec l'ambition de participer au Tour d'Italie. Cependant, le 19 avril 2018, ils décident d'un commun accord de se séparer, Chirico ne faisant pas partie de la sélection pour le Giro.
Il met un terme à sa carrière de coureur à l'issue de la saison 2022.

## Palmarès, résultats et classements mondiaux

### Palmarès sur route
- 2010[1]
  - Classement général des Tre Ciclistica Bresciana
  - Gran Premio dell'Arno
  - 2e étape du Grand Prix Général Patton
- 2012
  - 1rea étape du Tour de Tenerife (contre-la-montre par équipes)
  - Trofeo Marco Rusconi
  - 2e du Mémorial Morgan Capretta
  - 2e de Milan-Rapallo
  - 2e du Gran Premio Ezio Del Rosso
  - 3e du Gran Premio Somma
- 2013
  - Grand Prix San Giuseppe
  - 2e de la Ruota d'Oro
- 2014
  - 2e du Circuit de Getxo
  - 3e du championnat d'Italie sur route espoirs
  - 3e du Giro del Belvedere
  - 3e du Grand Prix de Poggiana
- 2017
  - 2e étape du Tour de Serbie
  - 2e du Tour de Bihor
  - 2e du Tour de Serbie

### Résultats sur les grands tours

#### Tour d'Italie
2 participations
- 2015 : 88e
- 2020 : 85e

### Classements mondiaux
| Année           | 2012   | 2013 | 2014 | 2015 | 2016 | 2017 |
| --------------- | ------ | ---- | ---- | ---- | ---- | ---- |
| UCI Europe Tour | 1 085e | 158e | 91e  |      | 965e | 473e |
| UCI Asia Tour   |        |      |      | 126e | 185e | 136e |